# .50-70 Government
.50-70 Government — устаревший американский винтовочный патрон центрального воспламенения, разработанный для казнозарядной Спрингфилдской винтовки обр. 1866 года. Изначально проектировался под требования американской армии. Имеет цилиндрическую гильзу с закраиной, рассчитанную на снаряжание черным порохом. Был принят на вооружение под обозначением US Center-fire Metallic Cartridge, пока не был вытеснен патроном .45-70 Government в 1873 году.
Пробивное действие пули при стрельбе из Спрингфилдской винтовки обр. 1870 года по сосновому блоку (белая сосна) с расстояния 457 метров — 183 мм.

## Спецификация
Обозначался .50-70-450, где :
.50 — обозначение диаметра пули в десятых долях дюйма, при фактическом калибре .515 дюйма (13,1 мм)
70 — вес заряда черного пороха в гранах (4,54 грамма)
450 — вес свинцовой пули в гранах (29,16 грамма)
Максимально допустимое давление в гильзе: 155,13 МПа (22 500 фунтов на кв. дюйм)